# Осокорський провулок
Осоко́рський прову́лок — провулок у Дарницькому районі міста Києва, в межах селища Осокорки. Пролягає від Осокорської вулиці до Зарічної вулиці.

## Історія
Осокорський провулок виник у середині XX століття, мав назву Нова вулиця. Сучасна назва — з 1955 року, від місцевості, де він пролягає.